# Mirosternus sculptus
Mirosternus sculptus är en skalbaggsart som beskrevs av Perkins 1910. Mirosternus sculptus ingår i släktet Mirosternus och familjen trägnagare. Inga underarter finns listade i Catalogue of Life.